# قو جيو دونغ
قو جيو دونغ (مواليد 3 سبتمبر 1972) هو مبارز بالسيف كوري جنوبي، مثّل بلاده في الألعاب الأولمبية الصيفية 1992.

## روابط رياضية
قو جيو دونغ على موقع أوليمبيديا (الإنجليزية)